# Cho Se-Hui
Cho Se-hui (Gapyeong-gun, Corea japonesa, 20 de agosto de 1942 - Seúl, Corea del Sur, 25 de diciembre de 2022) fue un escritor surcoreano.

## Biografía
Cho Se-hui nació el 20 de agosto de 1942 en Gapyeong, provincia de Gyeonggi, Corea del Sur. Fue a la Escuela Sorabol de Arte y a la Universidad Kyonggi en Seúl. Pertenece a la "Generación hangeul", que se llamó así porque sus miembros fueron los primeros en recibir educación en coreano (la educación en los años anteriores bajo la dominación del Imperio Japonés era en japonés; y en el periodo Joseon, en chino).

## Obra
Su estilo de escritura es explícito y conciso, aunque también puede ser surrealista. Su obra más famosa es El enano que lanzó la pequeña bola. El Enano es una recopilación de cuentos que se pueden leer como conectados y formando parte de una sola obra. La estructura fragmentada, junto con una narrativa yuxtaposicional, describe una sociedad que "separa a las personas de sus ritmos naturales y separa la forma de la creación".
Es una obra con una fuerte crítica social que se centra en el desarrollo forzado de Seúl en los años setenta y el costo humano que acompañó al proceso. Combina elementos realistas con estructuras fantásticas que transportan al lector a una época difícil y fragmentada. Combina una narración caleidoscópica, con un fuerte uso de símbolos científicos y un tono simple. Leer El enano requiere de cierta atención, pues la narración entrelazada a menudo da giros desconcertantes o cambia el tiempo de la narración. En Corea está considerado como uno de los trabajos más críticos de la década de los setenta.

## Obras en coreano
- El enano que lanzó la pequeña bola (1978)
- Viaje en el tiempo (1983)
- La raíz del silencio (1985)

## Premios
- Premio Literario Dong-in (1979)

## Enlaces externeos
- El enano, de Cho Se-hui

- Datos: Q5103384